# Passerin nonpareil
Passerina ciris
Espèce
Statut de conservation UICN

 LC  : Préoccupation mineure
Le Passerin nonpareil (Passerina ciris) ou Pape de Louisiane, est une espèce de passereau de la famille des Cardinalidae.

## Description

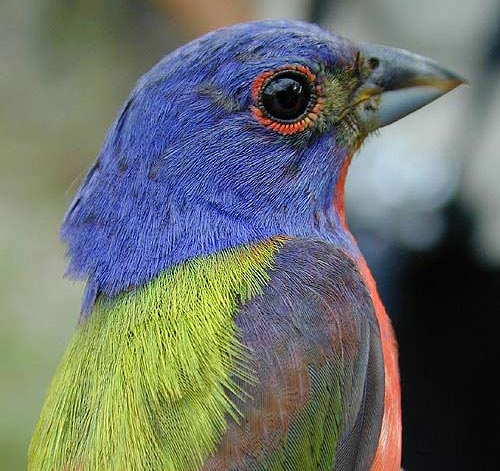

Le mâle Passerin Nonpareil est souvent décrit comme le plus bel oiseau d'Amérique du Nord. Sa tête bleu persan, son dos jaune canari et sa croupe rouge le rendent aisé à identifier. Ses couleurs intenses et son roucoulement en font un oiseau de cage apprécié au Mexique, en Amérique centrale, et dans les Caraïbes, où il est connu sous le nom espagnol de mariposa pintada, ou papillon coloré. Le plumage de la femelle et de l'oisillon est vert et jaune-vert, leur servant de camouflage dans les broussailles et les lisières de bois.

## Reproduction
Les passerins nonpareils sont généralement monogames, et vivent solitaires, ou en couple durant la saison des amours. Ils sont timides, secrets et souvent difficiles à observer.

## Alimentation
Ils se nourrissent de graines, d'insectes et de chenilles.

## Répartition
Son aire de nidification s'étend sur le sud des États-Unis et le nord du Mexique ; il hiverne dans le sud de la Floride, le nord des Caraïbes, au Mexique et en Amérique centrale.
Leur population est en relatif déclin, à cause de la régression de leur zone d'habitat, détruite par le développement humain.

## Galerie

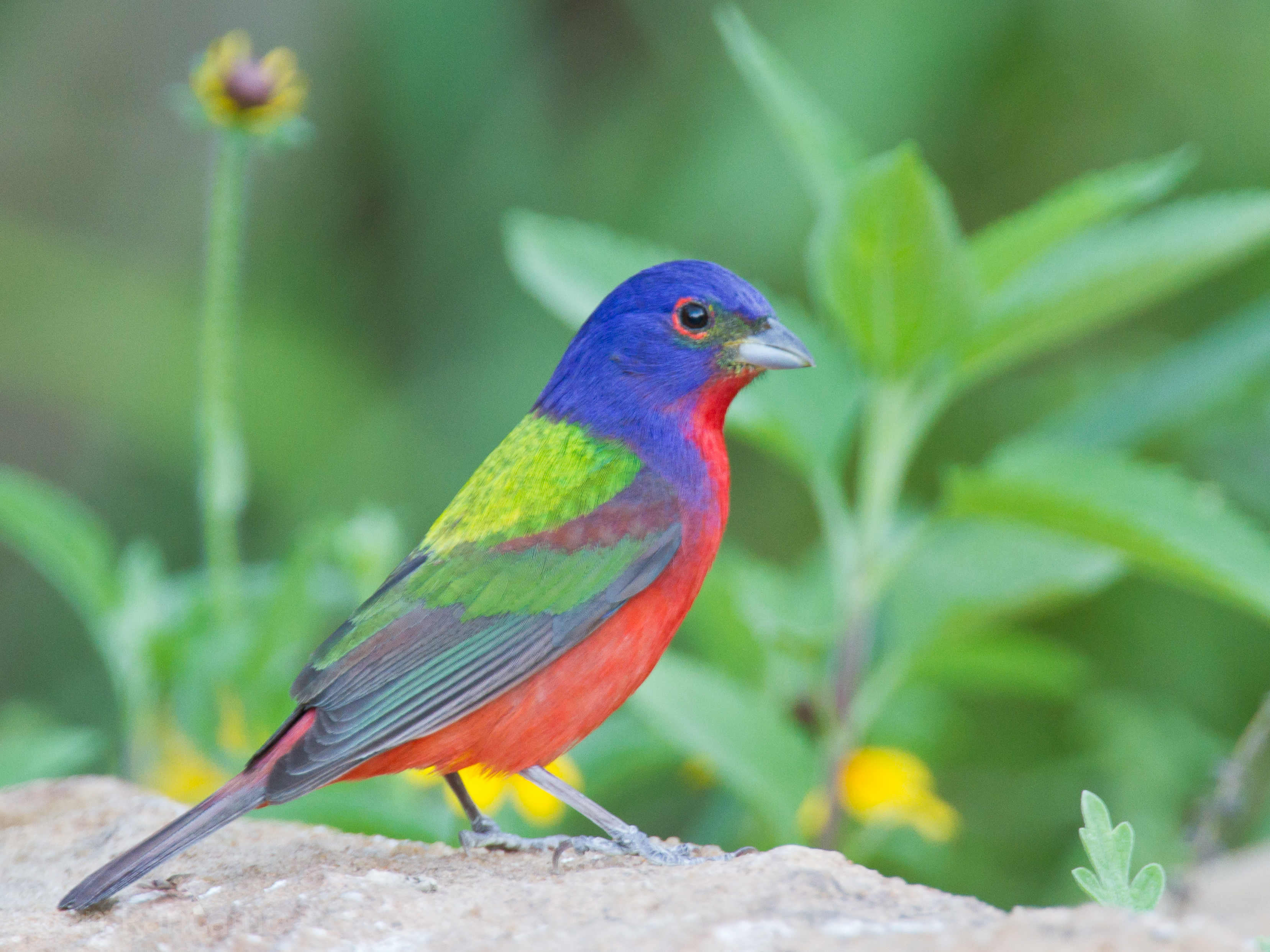
Mâle photographié à Quintana au Texas
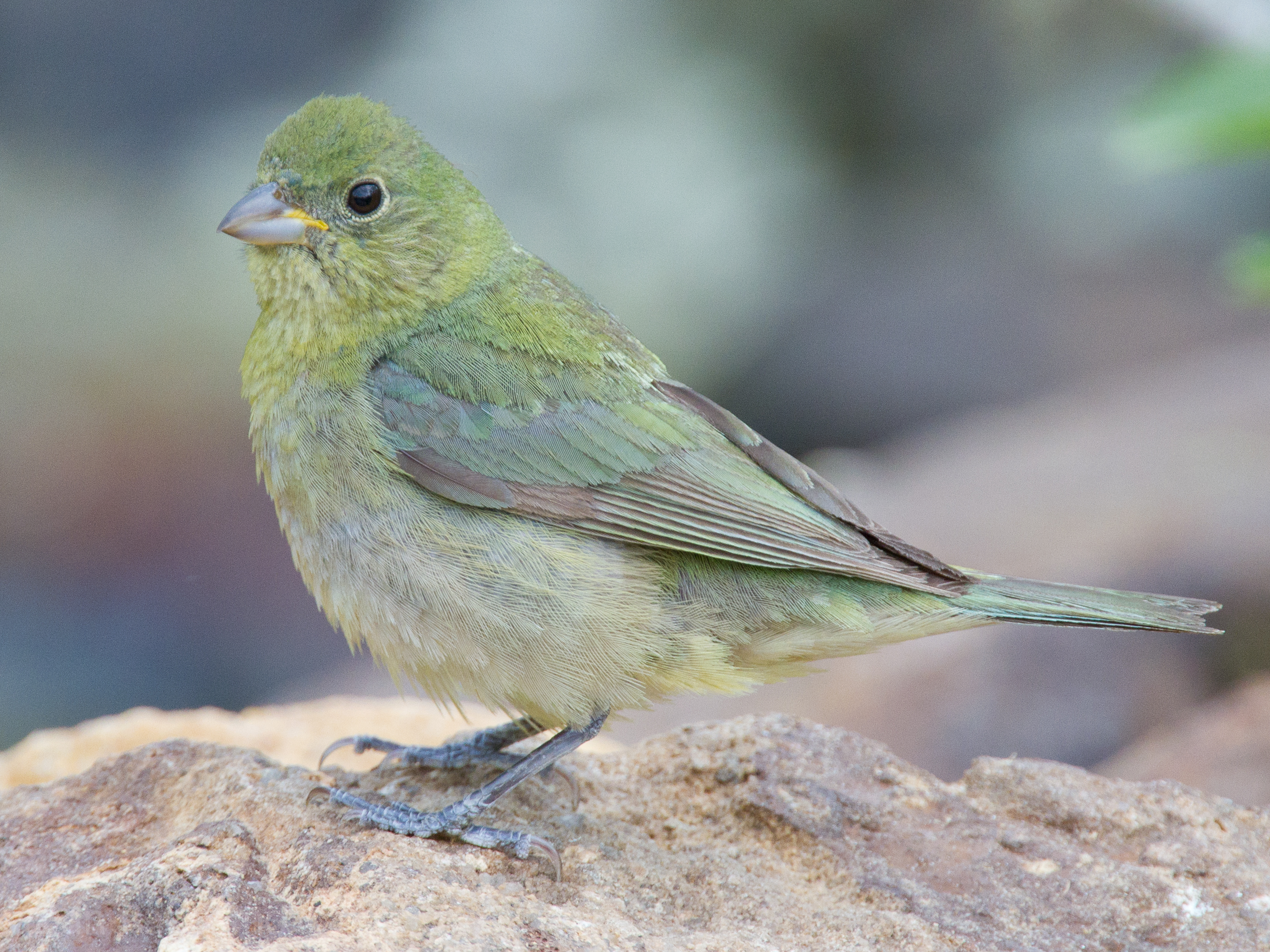
Femelle
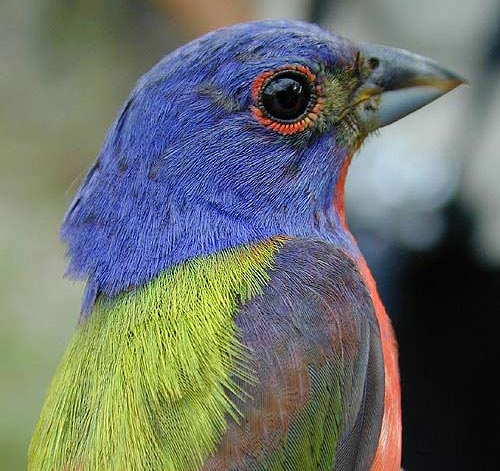
Mâle
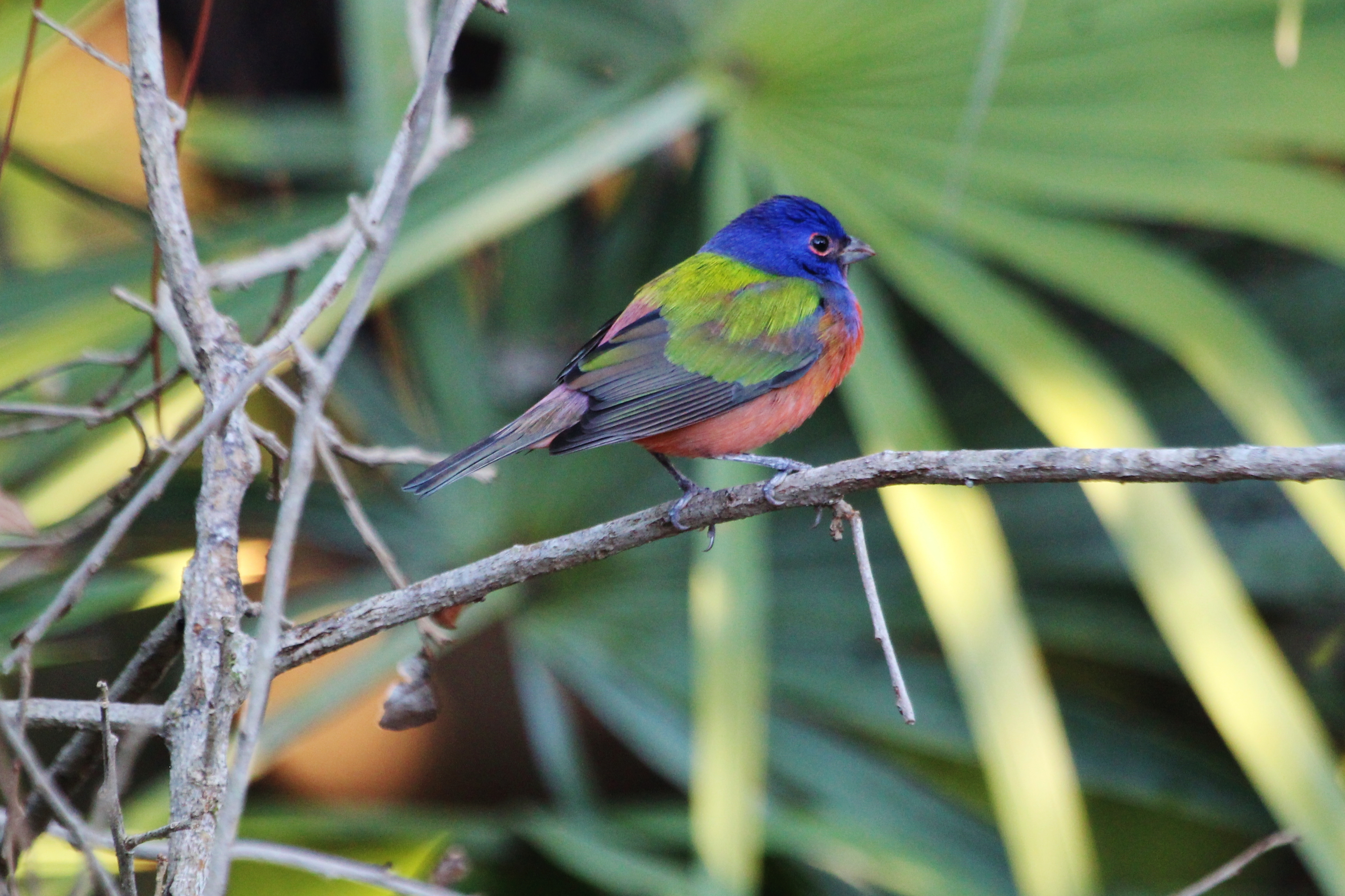
Mâle au Nature Center d'Okeechobee en Floride